# Шумков Степан Антонович
Шумков Степан Антонович (2 (15) вересня 1910 року, с. Кам'янка Бугульминський повіт Самарська губернія, — 15 лютого 1976, Чебоксари) — чуваський поет, відомий під псевдонімом Стихван Шавли. Член Спілки письменників СРСР (1934), Народний поет Чуваської АРСР (1974).
Степан рано привчився до селянської праці, з семи років почав гнати коней на ночівлю, сіяти, орати, боронувати.
З огляду на голод в Поволжі, в 1921 році разом з батьками переїжджає до Харкова. Після смерті матері до 1923 року жив і навчався в дитячому будинку. Після повернення на батьківщину до навчання приступив лише в 1924 році. В цьому ж році перейшов на виховання до дідуся.
У 1925—1927 навчався в Туармінській семирічці, там же вступив до лав комсомолу, брав участь в самодіяльних гуртках, писав свої перші вірші і друкував їх в стінній газеті семирічки, виступав з доповідями. Потім навчався в Російсько-Ісаклінській школі селянської молоді.
У 1929 році за направленням Челно-Вершинського райкому ВКП (б) по комсомольській путівці Степан вступив на Самарський енергорабфак, закінчивши три курси якого перевівся в 1932 році в Самарський педагогічний інститут на факультет мови та літератури, де провчився до 1935 року.

Через важке матеріальне становище був змушений на якийсь час припинити заняття в інституті і піти на громадянську службу. У ці роки він працював кореспондентом обласної чуваської газети «Колгоспник». У чувашских районах по путівці обласного відділу народної освіти читав лекції про Пушкіна, Горького, Маяковського, проводив літературні вечори, присвячені окремим чуваським письменникам, вивчав колгоспну діяльність, збирав фольклор.
Для закінчення інституту восени 1937 роки перевівся в Казанський педагогічний інститут, де в 1939 році отримав кваліфікацію вчителя середньої школи